# Quinta do Cadeado
A Quinta do Cadeado, também conhecida como Quinta do Bento e Quinta do Sebastião, é um complexo histórico junto à povoação de Arnelas, na freguesia de Sandim, Olival, Lever e Crestuma, no Município de Vila Nova de Gaia, em Portugal.

## Descrição
O complexo da Quinta do Cadeado ocupa uma área com 8,75 Ha, estando localizada entre as Quintas de Campinhas e do Ferraz, a Norte da povoação de Arnelas, nas margens do Rio Douro. Tem acesso pela Alameda Praia de Arnelas.
Os edifícios da quinta em si situam-se numa plataforma suportada por um muro em xisto, de grandes dimensões, sendo compostos pela casa principal, de três pisos, e por uma capela, dedicada a Nossa Senhora do Bom Sucesso, ou a Nossa Senhora da Conceição. Na quinta destacam-se igualmente as árvores decorativas, que incluem japoneiras.

## História
Há referências documentais a esta propriedade, foreira aos Condes de Avintes, desde princípios do século XVII.
O mais antigo senhor desta quinta de que há notícia é um Domingos do Couto, casado com Mariana de Barros e Rocha, que em Junho de 1633 aí residia. Sucedeu-lhe a mulher na posse da quinta, a qual veio a contrair novo matrimónio com Jerónimo da Cunha. A esta sucedeu a mais velha das filhas do seu segundo matrimónio, Maria da Cunha da Rocha, nascida na mesma quinta, poucos dias antes de 7 de Fevereiro de 1638, data em que foi baptizada. Esta Maria foi casada com Manuel Pereira, natural de Ovar, com o qual se iniciou um novo ciclo na história desta propriedade. Este Manuel era filho de um rico contratador de sal, que também foi feitor do Conde da Feira. Tal como o pai, Manuel Pereira foi contratador de sal, e também de vinhos, transformando a Quinta do Cadeado num entreposto comercial desses dois produtos. O sal, proveniente de Aveiro e Ovar, era transportado por terra até Arnelas, sendo aí embarcado com destino ao Alto Douro e Trás-os-Montes. O vinho, proveniente do Douro, fazia o percurso inverso. A rentabilidade do negócio permitiu a Manuel Pereira e à mulher viveram com abastança, tratando-se com escravos, que vivam com eles nas casas da quinta. Ele faleceu nesta sua quinta, a 25 de Dezembro de 1697, e ela, no mesmo local, a 11 de Janeiro de 1714. É a esta Maria da Cunha da Rocha que se deve a construção da capela da quinta, com invocação de Nossa Senhora do Bom Sucesso. Foi ela que pediu, em 1709, autorização para a sua construção, alegando que tinha consigo "huma netta de 13 anos muito recolhida" (D. Antónia Lourença Chamorro de Queirós), pelo que se justificava a construção da capela, já que a quinta pertencia à freguesia de Avintes, ficando, por isso, bastante distante da igreja paroquial.
Anos mais tarde a quinta era pertença do Dr. José Pedro da Fonseca e Silva Queirós Castelo Branco, bisneto de Maria da Cunha da Rocha, formado em leis pela Universidade de Coimbra e advogado da Relação do Porto. A este sucederam, na posse da quinta, os filhos Padre Dr. José Pedro Carlos de Queirós, D. Teresa Luísa de Queirós e D. Ana Joaquina de Queirós, sendo que apenas a última casou e deixou descendência.
Por morte de D. Ana Joaquina de Queirós, a quinta passou à posse da mais velha das duas filhas, D. Maria Joaquina de Queirós, casada com Bento Alves de Sousa. Falecida esta, sucedeu-lhe o marido, que viria a falecer na Quinta do Cadeado em 25 de Março de 1853, tendo sido sepultado na capela da quinta, como os seus antecessores.
Anos mais tarde, a quinta foi vendida pelos herdeiros de Bento Alves de Sousa a Sebastião Alves de Freitas, comerciante do Porto.
A Quinta surge num desenho de Arnelas, produzido por Cesário Augusto Pinto em 1849.
A capela da quinta é mencionada na obra Memórias Paroquiais de 1758, na descrição de Avintes:
| “ | Tem esta freguezia as Hermidas da Senhora do bom Sucêsso na Quinta de Jose Pedro da Afonseca Queyrôs no Lugar de Arnellas [...] | ” |

Em 1986, o Gabinete de História e Arqueologia do município de Vila Nova de Gaia enviou uma proposta ao Instituto Português do Património Cultural, no sentido de classificar a povoação de Arnelas, em conjunto com vários imóveis em seu redor, como a Quinta do Cadeado, como Imóveis de Interesse Público. Em 1992, o processo foi enviado para a Direcção Regional do IPPC no Porto, mas não chegou a ter seguimento. No regulamento do Plano Director Municipal da Câmara Municipal de Gaia, publicado em Julho de 2009, a Quinta do Cadeado e a sua capela surgem como elementos com nível de protecção integral.